# Celler (vi)
|  | Per a altres significats, vegeu «Celler». |

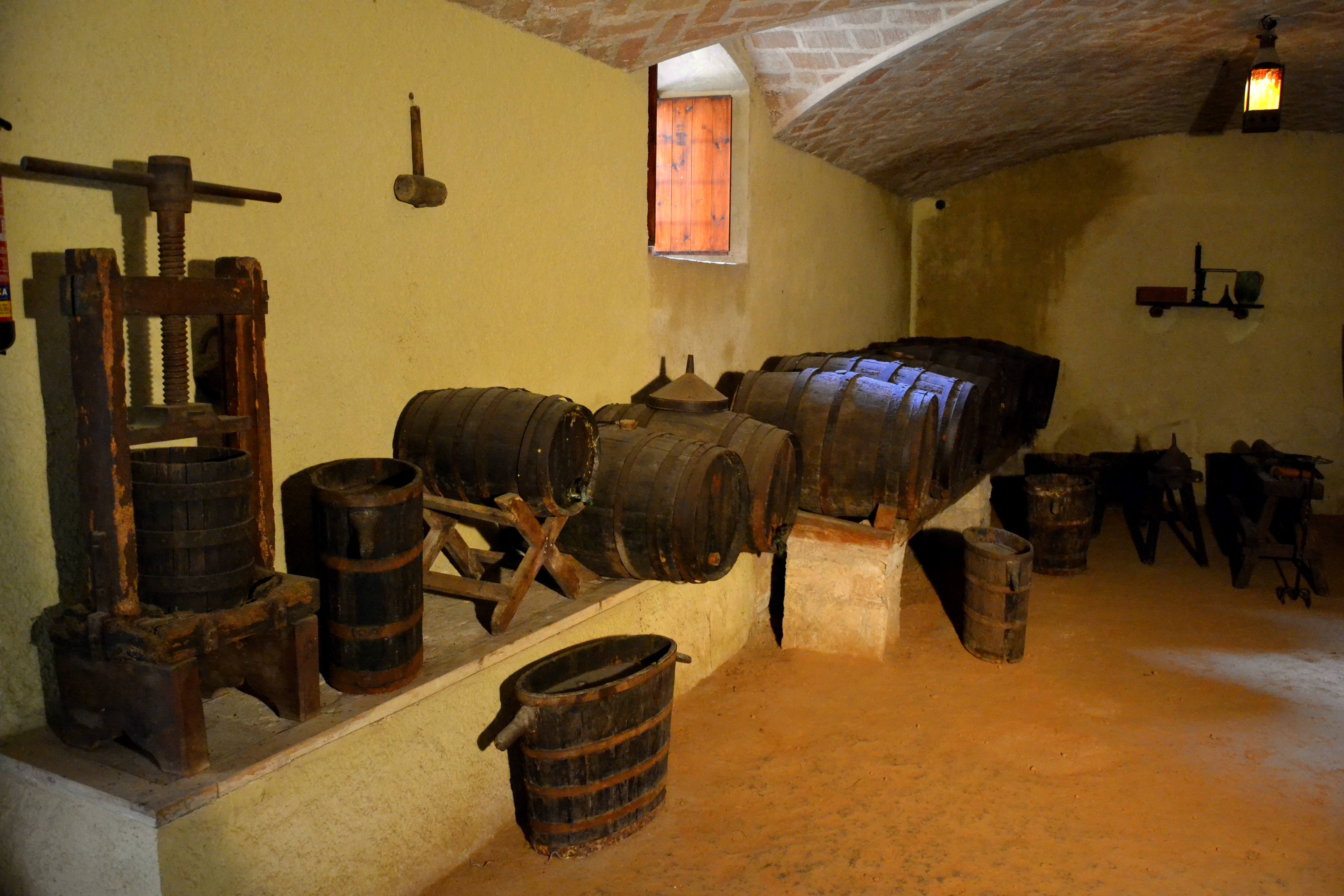
Celler del Museu Romàntic Can Papiol de Vilanova i La Geltrú

Un celler és un local on és elaborat i sotmès a envelliment o a maduració el vi. Al celler hi arriba la verema i se'n fa el tractament mecànic per tal d'obtenir-ne el most o la pasta de verema que es posarà a fermentar en els cups o tines de fermentació. Un cop obtingut el vi, se'l sotmet a tractament, criança i envelliment per tal que en surtin les virtuts i característiques que li donaran qualitat i el singularitzaran. Finalment, s'hi embotella el vi perquè continuï el seu procés de perfeccionament o bé perquè arribi als consumidors.
Durant el segle xix, a causa de la crisi provocada per la fil·loxera, molts pagesos es van unir creant cellers cooperatius.